# عود (آلة موسيقية)
العود هو آلة وترية كُمَّثرية الشكل تحوي على 12 أو 14 وتراً مجمعة في 6 أو 7 مسارات، يغطي مجاله الصوتي حوالي الأوكتافين ونصف الأوكتاف، وغالباً ما يستعمل في الموسيقات العربية، والفارسية، والكردية، واليونانية، والتركية، والأذربيجانية، والأرمينية، والشعبية، والأسبانية الأندلسية، والصومالية، وموسيقى الشرق الأوسط.
يتشابه تركيب آلة العود مع آلة اللوت. كلاً من آلتي العود واللوت الأوروبي انحدرا من أصل واحد واختلف كلاً منهما وفقاً لعادات وتقاليد المجتمعات، يعتقد أن أصلهما هو آلة الباربات. يمكن تمييز العود عن آلة اللوت بسهولة من قلة النقوش الشبكية فيه وصِغَر تقويرته. إلى جانب اللوت فإنه يُرجَّح أيضاً أن للعود والقيثار أصول مشتركة أيضاً. أقدم عود سليم حتى الآن يعتقد أنه في مدينة بروكسل، ببلجيكا، في متحف الآلات الموسيقية. تظهر الأدبيات الشرقية الموسيقية كلها وتؤكد على استخدام نوع أو أكثر من الأعواد. يعتبر العود آلة رئيسية في التخت الموسيقي الشرقي. كما تم خلال العام 2022 إدراج صناعة الأعواد الموسيقية والعزف عليها على القائمة التمثيلية للتراث الثقافي الإنساني غير المادي في اليونسكو وذلك بملف مشترك بين سوريا و‌إيران.

## التسمية
جاءت تسمية العود من اللغة العربية، والعود: كل خشبة، دقيقةً كانت أَو غليظةٌ، ورطبةً كانت أَو يابسةً.

## المكونات
يتألف العود من الأقسام التالية:
- الصندوق المصوت ويسمى أيضاً القصعة أو ظهر العود.
- الصدر أو الوجه الذي تفتح فيه فتحات تسمى قمرية لتساعد على زيادة رنين الصوت وقوته.
- الفرس ويستخدم لربط الأوتار قرب مضرب الريشة.
- الرقبة أو زند العود وهي المكان الذي يضغط عليه العازف على الأوتار.
- الأنف أو العظمة وتوضع في رأس زند العود من جهة المفاتيح لإسناد الأوتار عليها ورفعها عن الزند.
- المفاتيح أو الملاوي وعددها 12 أو 14 مفتاحا وتستخدم لشد أوتار العود.
- الأوتار وهي خمس أوتار مزدوجة ويمكن ربط وتر سادس إلى العود وحديثا يمكن ربط وتر سابع.
- الريشة التي تستعمل في العزف هي التي تساعد على الرنين وهي أداة تسهل العزف عليه.
- يمكن أن تستخدم ريشة مصنوعة من العاج لانها أفضل وتقوى الصوت كما يمكن استخدام اليدين أو أدوات أخرى للعزف.

## التاريخ

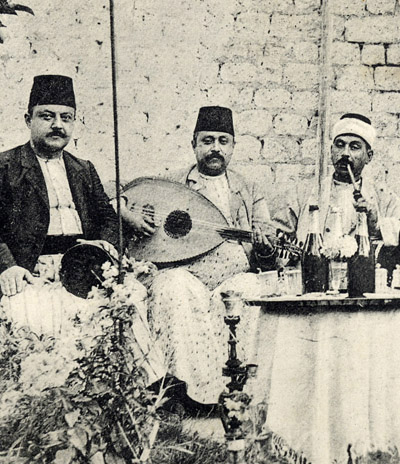
فرقة موسيقية سورية، في حلب تعزف باستخدام آلة العود. حوالي عام 1915م.

إن أقدم دلائل أثرية تاريخية لآلة العود تعود إلى 5000 عام حيث وجد الباحثون أقدم أثر يدل على آلة العود، في شمال سوريا ووجدت نقوش حجرية تمثل نساء يعزفن على آلة العود. واشتهر العود في التاريخ القديم والمعاصر وأبدع العديد من الصناع في صنع آلة العود ومنها الدمشقى والبغدادى والمصري وغيرها.[بحاجة لمصدر]
من خلال الدراسة المقارنة لمجموعة من آثار العود التي اكتشفت في المواقع الأثرية المختلفة أثبت أن أول ظهور لآلة العود كان في بلاد ما بين النهرين و (الجزيرة السورية) وذلك في العصر الأكادي 2350 2170 ق.م وظهر العود في مصر في عهد المملكة الحديثة حوالي 1580 - 1090 ق.م بعد أن دخلها من بلاد الشام وظهر العود في إيران لأول مرة في القرن الخامس عشر قبل الميلاد.[بحاجة لمصدر]
يمتاز العود الأول بصغر صندوقه وطول رقبته وكان العود الآلة المفضلة لدى الناس في عصر البابليين 1950 - 1530 ق.م واستمر بشكله الكمثري الصغير الحجم حتى العصور المتأخرة وكان في البداية خاليا من المفاتيح وبدأ بوتر واحد ثم بوترين وثلاثة وأربعة حتى أضاف إليه زرياب الوتر الخامس.
وقد كانت طريقة مسك العازف للعود تختلف عن الطريقة الحالية فقد كان يمسك بصورة مائلة للأعلى وفي العصر الهيلينستي أصبح العود يمسك بصورة مائلة للأسفل ويعتبر العود من أهم الآلات الشرقية والعربية على الإطلاق فهو كما قيل فيه سلطان الآلات ومجلب المسرات ويكفي أن ننوه بتفوقه وسيطرته على جميع الآلات الشرقية على العموم والعربية على الخصوص حتى أنه تخطى الأمم الشرقية وانتقل إلى الأندلس بانتقال العرب إليها وتعداها إلى أوروبا وانتقل اسمه معه ولازمه في كل مراحل تطوره ويطلق عليه بالإنكليزية اسم لوت

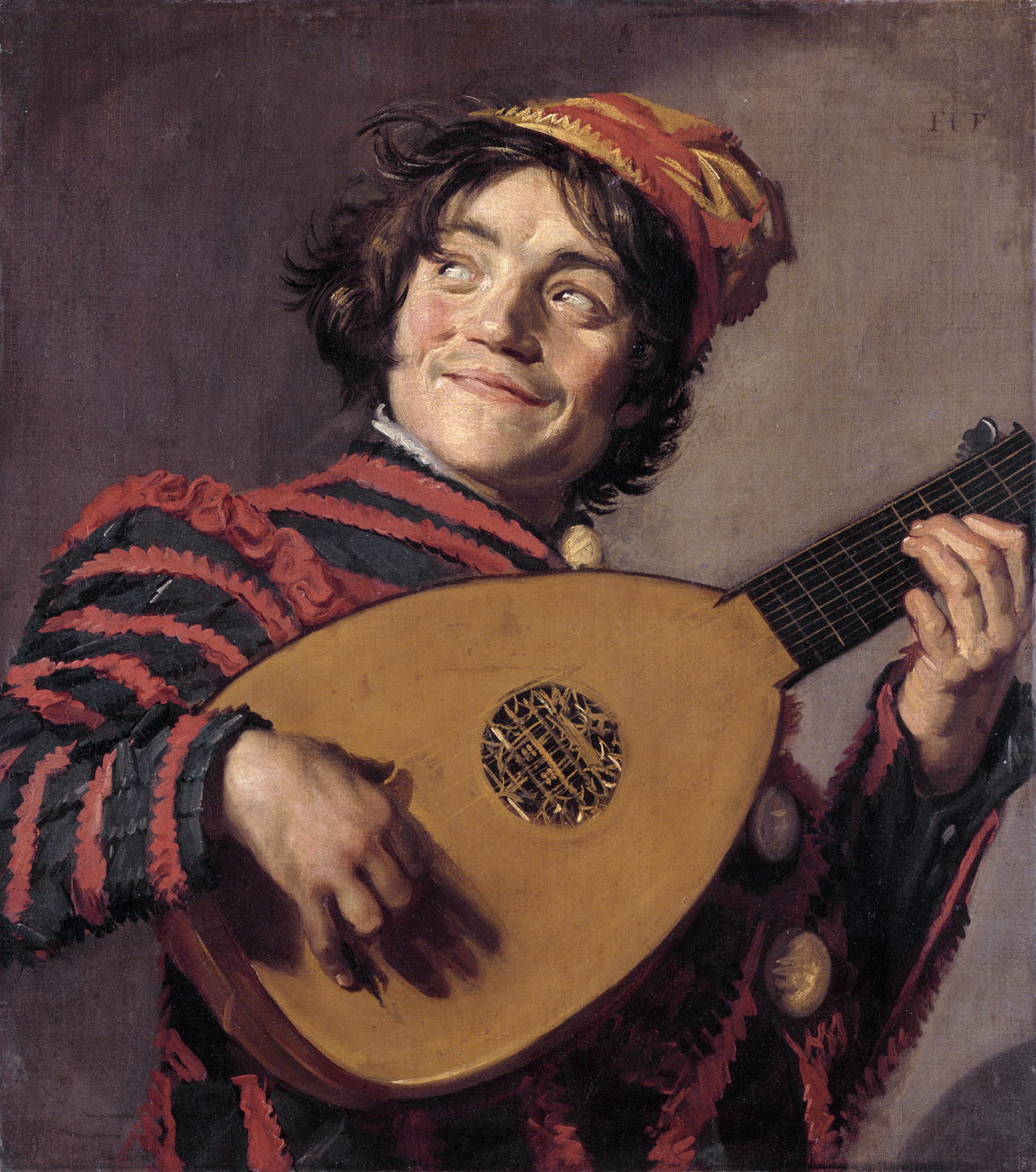
عازف العود بريشة هارلم فرانس هالز عام 1623. متحف اللوفر، باريس.

وقد غزا العود قصور الملوك والأمراء في كل من ألمانيا وإيطاليا وانكلترا وفرنسا وإسبانيا بعد أن أضافوا إليه الدساتين التي يخلو منها العود الشرقي في الوقت الحالي وقد قام المؤلفون الموسيقيون بوضع قطع موسيقية لآلة العود وطبعت في إيطاليا لأول مرة في عام 1507 م وفي انكلترا عام 1574 م وكان من جملة الموسيقيين الذين وضعوا قطعا للعود جان سيبستيان باخ وهاندل وقد اختفى العود من الاستعمال الأوربي بعد انتشار الإيتار والبيانو وهناك مشاهد أثرية كثيرة جداً للعود في مختلف البلدان الأوربية تعود لفترات مختلفة.
تاريخ صناعة آلة العود العربي يعود إلى القرن السادس الميلادي عندما احتك العرب بالفرس فأخذوا عنهم هذه الصناعة التي أبدع فيها وطوروها حتى تصبح الآلة الأولى في التخت الموسيقي العربي وتتبوء مكانة كبيرة لتصبح سلطان الآلات العربية على الإطلاق حتى يومنا هذا والتاريخ الحضاري الموسيقي العربي يشهد لأسماء كان لها الفضل في تطوير وتحسين أدائها وضبط مقاييسها فنجد على رأسهم كبير عازفي آلة العود زلزل منصور مخترع آلة العود والذي أسماه الشبوط وزرياب الذي اهتم بالجانب الصوتي لآلة العود بحيث أحدث العديد من التعديلات على شكل آلة العود وذلك باستبدال وجه آلة العود الموجود في زمانه من الجلد بالخشب كما نجد الفيلسوف الكبير أبو نصر الفارابي (874- 950 م) سيد صناع آلة العود نظرا للدراسات والأبحاث التي قام بها وله مؤلفات عديدة تشهد بذلك (مؤلف الموسيقي الكبير) والفيلسوف أبو يوسف يعقوب بن إسحاق الكندي (805- 873 م) الذي ترجم العديد من المؤلفات اليونانية إلى العربية وألف الكثير من الكتب نذكر منها (رسالة في الموسيقى) وقد أفاض الكندي في دراسة آلة العود وتقنينها وخلق نظم وطرق جديدة للعزف على هذه الآلة وضبط أصواتها وأماكن دساتينها.

## أشهر الصُّنَّاع
صناع عرب:
- زرياب، هو أبو الحسن علي بن نافع الموصلي.
- محمد فاضل، بغداد. ولد محمد فاضل حسين في بغداد، العراق عام 1910، وتعلّم حرفة صناعة العود من خالٍ له، عمل موظفًا بالمتحف العراقي ثم قام بافتتاح ورشته لصناعة العود بشارع الرشيد ببغداد سنة 1932.
- خليل إبراهيم الجوهري، ولد في مصر لأسرة ذات أصول تركية. قام الجوهري بإهداء الملك فاروق عودا مطعما بالذهب من صناعته، كما تعامل مع أشهر ملحني القرن العشرين كأحمد صدقي ورياض السنباطي الذي صنع له أربعة أعواد.
- عبده جورج النحات، دمشق سوريا. واخوانه روفان (1854) وأنطون (1867) وحنا (1872)، اشتغلوا كلهم في صناعة العود.
- حنا عبده جورج النحات وأبناؤه توفيق، وجورجي استمروا في صناعة العود (حتى 1965) في مهنة الآباء والأجداد.
- الياس عبده النحات (1902-1993)، ابن عبده النحات في ساو باولو، البرازيل. الياس عبده النحات، آخر صنّاع العود من أبناء عائلة النحات الدمشقية العريقة، حتى عام 1984 - تسعة أعوام قبل رحيله. ولم يستمرّ أحد من أولاده أو أحفاده في صناعة العود.
- بطرس بشاره، فلسطين. من مواليد ترشيحا سنة 1956.
- جميل جورجي، ولد في حلب بسوريا، وانتقل برفقة عائلته إلى مصر سنة 1900 حيث افتتحوا أشهر ورشة لصناعة آلة العود في شارع محمد علي بوسط القاهرة عام 1906، وعُرِف جميل جورجي بصناعة أفخم الأعواد وأدقها صنعًا. جميل جورجي هو صانع العود الذي غنّى به الفنان فريد الأطرش أغنيته الشهيرة الربيع عام 1949، وقد استغرقت صناعته ستة أشهر كاملة، وكلّف أربعة آلاف جنيه حينئذٍ، وقد أُعجب به الفنان فريد الأطرش إعجابًا شديدًا حتى أنه أهدى جميل جورجي ساعة ذهبية تقديرا لعمله الرائع.
- موريس شحاته، مصر
- بكر داغر من مصر واولاده مصطفى داغر ومحمود داغر.
- فتحي أمين (متوفي) من مصر، وولده سيد فتحي أمين.
- فؤاد جهاد، ويعرف ب ورشة فؤاد جهاد وأولاده في بغداد. امتهن اولاده أيضا المهنة ومنهم ليث جهاد وعلاء جهاد الذي استقر في قطر.
- ثابت البصري، البصرة من العراق. تشتهر الأعواد التي يصنعها البصري (74 عاما) بجودتها العالية ويُنظر لها بتقدير في جميع أنحاء العالم العربي. ويصل ثمن العود إلى ألف دولار. وتضم قائمة عملاء البصري أمراء عرب ومطربين خليجيين ذائعي الصيت مثل المطرب السعودي محمد عبده والملحنين اللبنانيين المعروفين الأخوين عاصي ومنصور رحباني. لا يكتم البصري عن الآخرين أيا من خبراته وتقنيات صناعة العود التي يجيدها قائلا إنه كلما قدم المزيد من خبرته يزيد الله تعالى من معرفته ويجعله من السعداء.[4]
- محمد نديم دلا، حمص، سوريا.[5]
- حافظ سليمان سلمية سوريا
- طلال منصور حمص سوريا
- علي خليفة، دمشق سوريا
- يوسف سالمين من الكويت، المعروف ب سالمين.
- يعقوب جاسم من الكويت، ويوقع اعواده عادةً ب اوتار الفن.

صناع أتراك:
- فاروق تورنز: أكبر وأشهر صناع العود في تركيا، ولد بمدينة أضنة سنة 1944, بدأ صناعة العود سنة 1984 بورشة محيي الدين بولو لصناعة القانون.تعلم الصناعة على يد جعفر ألشين الذي رافقه ووجهه في صناعة عوده الأول. يعرف بالمجدد الأكبر في بحر صناعة العود، اشتهر باحتراف صناعة الأعواد ذات الواح الصوت المزدوجة (Double Soundboard) وكان أول من نقل هذه التقنية من الغيتار إلى العود. من أكبر الباحثين الذين حاولو إنتاج أعواد فريدة في جودتها وأصواتها. تصل أسعار أعواده إلى ال 15000 (خمسة عشر ألف) دولار أمريكي.
- أمير داييرمنلي (داغرمنلي): دكتور في الفيزياء الصوتية وعلم الأكوستيك، صانع أعواد محترف مواليد 1981 بكركلاريلي بتركيا . درس بــأنقرة منذ طفولته حتى الثانوية ثم دخل كلية الهندسة الفيزيائية بجامعة حاجيتابا بالعاصمة سنة 1998, أكمل أول أعواده سنة 2003 ودخل مجال تصنيع الأعواد مرتكزا على بحوثه الفيزيائية في تخصص الصوتيات والأكوستيك . دمج هذه الحرفة بالعلم والمعرفة ليبدأ مشواره في إخراج ثمرة هذا الجهد على شاكلة أعواد من أرقى المستويات من الناحية الجمالية والصوتية. تخرج سنة 2004 كمهندس فيزياء وأسس في نفس السنة ورشته الخاصة وواصل دراسة الفيزياء التطبيقية على اللآلات الموسيقية . ساهم في سنة 2011 في تأسيس معهد موسيقي بانقرة . له العديد من المساهمات في الكثير من المعارض الدولية، والمحاضرات في جامعات متعددة . شارك وأثث مؤتمرات حول فيزياء الصوتيات التطبيقية على الألات الموسيقية.

## معلومات إثرائيّة عن العود
1. لم تُعرَف حتّى اليوم هويّة مخترع العود الحقيقيّة، ولكن هناك اعتقاد شائع بأنّ العود منحدر من شمال إفريقيا، ويواجه هذا الاعتقاد اعتقاد آخر وهو أنّ أصوله تعود إلى ما قبل ٣٥٠٠ عام في بلاد فارس؛ حيث كان يطلق عليه بربط Barbat، وفي المقابل يربط آخرون أصل الآلة بالعراق.[6]
2. أقدم سجل مصوَّر للعود يعود إلى ٥٠٠٠ عام، في شمال سوريا.[6]
3. يُرجّح البعض أنّ أقدم عود مازال باقيًا حتّى اليوم، وهو موجود في بروكسل، بمتحف الآلات الموسيقيّة.[6]
4. لا يوجد دساتين في عنق العود، مما يجعل صوته فريدًا للغاية.[6]
5. أوّل موسيقيّ عربيّ عزف على العود هو ابن سريج.[6]
6. اشتهر الموسيقيّ السوريّ فريد الأطرش بـ«ملك العود»، خلال القرن العشرين.[6]
7. في الماضي، كانت تصنَّع أوتار العود من أحشاء الحيوانات وكانت الريشة تصنَّع من قشرة/ لحاء شجرة الكرز أو قرون الحيوانات. في الوقت الحاضر، تتمّ صناعتهما من البلاستيك.[6]

## أنواع العود
العود هو آلة وتريّة تُستخدم بشكل أساسيّ في إنتاج موسيقى شرق أفريقيا وموسيقى الشرق الأوسط. وله العديد من الأنواع التي تختلف عن بعضها البعض من حيث التنغيم والشكل، حسب الإقليم المتواجد فيه.

### العود العربي
يُقال أنّ أوّل عود عربيّ صُنع قد أخذ شكل الهيكل العظميّ. منذ بدايات صناعة العود ونو يُصوَّر بشكل متكرّر، خلال تاريخ بلاد ما بين النهرين وفي مصر القديمة؛ حيث توجد صور للعود العربيّ على ألواح طينيّة قديمة وورق البردي في المتاحف، في جميع أنحاء العالَم. كان العود العربيّ جزءًا من موسيقى كلّ من الحضارات القديمة التي كانت موجودة حول البحر الأبيض المتوسط والشرق الأوسط.
على الرغم من أنّ العود العربيّ هو آلة قديمة ويرتبط بشكل أساسي بموسيقى الشرق الأوسط، إلّا أنّ الكثير من الموسيقيّين الغربيّين المعاصرين يختارون دمج العود العربيّ في موسيقاهم، وأصبح مألوف جدًّا سماع العود العربيّ في أغاني الروك والبوب المعاصرة أيضًا، مثل موسيقى الجاز.
وعن الكيفيّة التي حصل بها العود العربيّ على اسمه، فالعود يعنى غصن أو قطعة من الخشب. يُعتقد أنّه قد جرت تسميته هذا الاسم باللغة العربيّة، في إشارة إلى قطع الخشب الصغيرة المستخدمة في تصميم وصناعة الآلات الدقيقة. ومع ذلك، فقد أشارت الأبحاث الحديثة إلى أنّ كلمة عود قد تكون ببساطة النسخة العربيّة من الاسم الفارسيّ 'رود' الذي يعني الآلة الوتريّة. ويُعرف العود العربيّ أيضًا باسم بربط barbat باللغة الفارسيّة.
وهذه أجزاء العود العربيّ: يتكوّن جسم العود العربيّ من خشب خفيف الوزن، يحتوي على صندوق صوت مدوَّر متّصل برقبة صغيرة. وجه أو سطح العود العربيّ مسطّح وكمّثريّ الشكل  ويحتوي على فتحة صوتيّة واحدة إلى ثلاث فتحات صوتيّات تسمّى الشمسيّة أو القمر. أمّا ظهر العود العربيّ، فيأخذ شكل وعاء ومصنوع من شرائح خشبيّة رائعة. وترتبط أوتاره بالجسر الموجود في مقدّمة العود ويطلق عليه فرس أو مشط وبالصمولة الموجودة في أعلى العنق ويُطلق عليها بنجق. هناك سلسلة من الأوتار تمر على الرقمة ويمكن ضبطها من خلال المفاتيح أو الملاوي، ويتمّ وضعها بشكل عموديّ على رقبة العود. تمتدّ رقبة أو زند العود بالجزء العلويّ من العود بمقدار ٢٠ سم كما تمر بصندوق الصوت وتصل إلى فتحة الصوت. يمتدّ لوح الأصابع أو ما يُطلق عليه دوسات الخالي من الدساتين على طول الرقبة أو الزند، وهو أحد أكثر السمات المميّزة للعود العربيّ.
العود العربيّ يشمل التالي:
1. العود السوريّ: هذا النوع له رقبة أطول قليلًا من البقيّة، كما أنّ درجة صوته منخفضة.[7]
2. العود العراقيّ أو عود منير بشير: هذا النوع يشبه إلى حدٍّ بعيد العود السوريّ، لكن باختلاف الصوت الذي يصدره؛ إذ يشبه صوت الجيتار.[7]
3. العود المصريّ: هذا النوع يشبه العود العراقيّ والسوريّ، لكن باختلاف جسمه الذي يشبه الكمّثّرى، كما أنّه مزيّن بدرجة عالية مقارنةً بأنواع العود الأخرى، وينتج نغمة مختلفة قليلًا.[7]

سيبقى تاريخ الموسيقى غير مكتمل بدون الإشارة إلى العود المصريّ؛ إذ له الفضل في إضافة بعد جديد لأنواع الموسيقى التقليديّة وتمّ ذلك من خلال مزجه السمفوني للنوتات الموسيقيّة ذات الأسلوب الحديث والكلاسيكيّ. وقد حظى العود بشعبيّة اجتاحت العالَم بأسره. في الواقع، يعدّ العود المصريّ من الآلات الموسيقيّة القليلة التي نجحت في الاحتفاظ بأصالتها حتّى في العصر الحديث دون أن تتراجع أو يتعفّى عليها الزمن. العود المصريّ أثبت جدارته بين أوساط أولئك الذين يتوقون إلى سماع أو عزف شيء جديد وفريد ومميّز.
ينتمي العود المصريّ إلى بقيّة أعضاء عشيرته، عشيرة العود العربيّ، لكنّه يختلف اختلافًا جذريًّا عن العود العراقيّ والسوريّ؛ فهو على عكسهما؛ فله نغمة مختلفة قليلًا وله شكل كمّثّريّ. إلى جانب ذلك، عادةً ما يتمّ تزيينه بشكل كبير على عكس نظيريه؛ فقد تمّ تزيين رقبته أو زنده/ لوحة الأصابع وحتى الفرس أو المشط والقمر أو الشمسيّة بتطعيمات ملوّنة، مما زاد من تميّزه. في السابق، كان العود المصريّ مزيّنًا بالعاج الأبيض ولكن الآن يُستخدم البلاستيك الأبيض مكانه. في بعض الأحيان يتمّ تغطية السطح الخارجيّ للجزء الخلفيّ منه/ ظهره بطبقة من الصدف لمنحه مظهر مثاليّ. علاوة على ذلك، فإنّ العود المصريّ أثقل مقارنة بالعود التركيّ، وهو خفيف الوزن للغاية.
يُقدّر الكثيرون العود المصريّ لقدرته المذهلة على إنتاج صوت رخيم ورائع. ويرجع ذلك لكونه مصمَّم وفق الخمس دورات GADGC، ولذا فهو يتمتْع بقدرة رائعة على تحويل وإضفاء أيّ جو بصوته السرياليّ، الذي يتميّز بنغمة توافقيّة تاريخيّة. على الرغم من تراثه التاريخيّ الغنيّ، فقد احتضن العود المصريّ أثر الحداثة من خلال تبنّيه إيّاه دون أن يفقد أصالته وخصائصه الفطريّة، الأمر الذي جعله يتمتّع بازدهار دائم ومجد مميّر لم تحقّقه أيّ آلة موسيقية أخرى حتّى الآن.

### العود التركيّ أو اليونانيّ
تمّ العزف على هذا النوع من العود والاعتماد عليه بشكل أساسيّ، من قبل الموسيقيّين اليونانيّين الأوائل، وكان يُشار إليه باسم أوتي Outi، في اليونان. للعود التركيّ أو اليونانيّ رقبة أقصر وحجم أصغر نسبيًّا، ويُنتج نغمات أعلى من الأنواع الأخرى، كما أنّ صوته أكثر بروزًا.
العود التركيّ هو آلة وتريّة، على شكل كمثّرى، بدون أيّ دساتين. يُستخدم العود التركيّ في الموسيقى التركيّة التقليديّة والشرق أوسطيّة. تمتدّ جذور العود التركيّ حتّى تصل إلى الأهرامات المصريّة (مصر الفرعونيّة/ القدماء المصريّين). يمكن للصوت الفريد الذي يصدره العود التركيّ أن يجتاح شعور أيّ مستمع سواء شرقيّ أو غربيّ. العزف على العود التركيّ أشبه بالعزف على الجيتار من حيث ما تقوم به اليد اليسرى من ضغط على الأوتار واتّباع بعض تقاليد العزف المتعارف عليها في عالَم الجيتار. يتمّ وضع جسم العود التركيّ على الفخذ الأيمن في وضع رأسيّ مستقيم، بحيث تثبّت ذراع الموسيقيّ اليمنى أعلاه. يتطلّب العزف على العود التركيّ تنغيمًا دقيقًا للغاية على لوحته القصيرة التي تُعرف بالرقبة أو الزند. الريشة المستخدمة في العزف على العود التركيّ تسمّى 'ميزراب' وتثبّت في اليدّ اليمنى وهي طويلة إلى حدٍّ ما وترتكز على راحة اليدّ.
العود التركيّ الذي نراه اليوم منحدر -في الأساس- من آلة الكوبوز، وهي آلة صنعها الأتراك. يعود الفضل في تطوّر شكلها إلى هذا الشكل الحديث، شكل العود، إلى صانع/ مصلح الآلات الوتريّة الذي عاش في إسطنبول في آواخر القرن التاسع عشر. يختلف العود التركيّ تمامًا في تصميمه وشكله وأسلوبه في العزف عن أيّ عود آخر؛ فهو أصغر قليلاً في الحجم، وأقصر في الرقبة، وأعلى صوتًا ورنّة من غيره. قام الأتراك بإجراء تعديلات مختلفة على نمط العود العربيّ الأصليّ، وفي النهاية تمّت إضافة بعض الأوتار الإضافيّة. اعتمد الأرمن واليونانيّون أيضًا استخدام العود التركيّ والتوليفات التركيّة.
للعناية بالعود التركيّ وللحصول على أفضل صوت منه، يجب العزف عليه كثيرًا، وفي كلّ مرّة يتمّ ذلك، يجب مسح الأوتار والعود برفق بقطعة قماش ناعمة. يجب تغيير أوتار العود التركيّ كلّ ٦ إلى ١٢ شهرًا تقريبًا. يجب تطبيق المحلول أو المركب الخاص بالبنجق والملاوي لجعل مفاتيح الضبط مستقرّة وسلسة. يجب عدم تطبيق أيّ زيت أو طلاء على وجه العود التركيّ إلّا في حالة الاحتراف والفهم الجيّد لعواقب الأمور، لأنّ ذلك من شأنه التأثير على الصوت وتشويهه بشكل دائم. كما ينصح الخبراء بضرورة الحرص الدائم على ألّا يُعرَّض العود التركيّ للحرارة أو الرطوبة أو أشعة الشمس المباشرة أو البرودة الشديدة، وأن يُحفَظ في حقيبة صلبة لحمايته.

### العود القديم
في الوقت الحاضر لا يُستخدم هذا النوع من العود، لكنّه كان يُستخدم بشكل أساسيّ في شمال أفريقيا، ويُعتبر الشكل القديم من العود الحاليّ.

### بربط أو العود الفارسيّ
هذا النوع من العود أصغر -بشكل عام- من العود العربيّ، كما أنّ له نغمة أعلى ويستخدم ضبطًا مختلفًا تمامًا، ويشبه إلى حدٍّ ما العود التركيّ.

## أنواع أوتار العود
حتّى يحسّن عازف العود من جودة الصوت الصادر من العود الخاص به، فعليه معرفة أنواع الأوتار التي تلعب دورًا كبيرًا في إحداث ذلك. رغم أنّ شراء مجموعة جديدة من الأوتار للعود قد تبدو مهمّة شاقّة للغاية، إلّا أنّ أفضل عازفي العود مثل يوردال توكان Yurdal Tokcan وفريد الأطرش Farid El Atrache وأرا دينكجيان Ara Dinkjian وجورج مجرديشيان George Mgrdichian قد شعروا بذلك في البداية. ويتجلّى بكلّ وضوح أنّ قيامهم بذلك كان أمرًا لابدّ منه، لأنّ مستوى احترافيّة عازف العود يظهر من خلال رنّة الأوتار. ولذا ينصح متخصّصو العود بضرورة الاهتمام بخامة الأوتار.
في الوقت الحاضر، تمتلك الكثير من الشركات حصّة في سوق أوتار العود، لذلك هناك عدد لا يُحصى من الأوتار والذي بدوره يتيح فرصة عظيمة أمام عازفي العود للاختيار والمفاضلة فيما بين ما هو متاح ومعروض. ومما لا شك فيه أنّ هذه الوفرة لا تيسّر عمليّة الانتقاء، بل ربّما تعقّدها. ولذا على عازف العود أن يكون ملمًّا بشكل مسبق بجميع أنواع خامات الأوتار، لتصبح مهمّة الانتقاء أيسر. هذه مجموعة تلقي الضوء على خامات أوتار العود، في سوق الآلات الموسيقيّة والأوتار.

### ١- أوتار العود من خامة النايلون
النايلون هو المادّة الأكثر شيوعًا في صناعة أوتار العود. ومن أشهر العلامات التجاريّة التي تُدخل النايلون في منتجاتها المتنوّعة وتعتمد عليه بشكل أساسيّ في صناعة أوتار العود، هي شركة بيراميد Pyramid oud strings وشركة أورورا Aurora oud strings.
وهناك نوعان من أوتار النايلون، الأوّل: نايلون عاديّ، والثاني: نايلون مصحّح. في حال وجدت الشركات أنّ الأوتار العاديّة تُخرج أنغامًا غير منضبطة، فعادًة ما تلجأ إلى تصحيحها وإحلالها بنسخة أخرى مصحّحة.
كما أنّ هناك أوتار ملفوفة بالفضّة وأخرى بالنحاس وأخرى بالنيكل، وما هي إلّا أوتار مصنوعة من النايلون وقد تمّ دمجها مع هذه المادّة الخام الإضافية.

### ٢- أوتار العود من خامة النايلون المصحّح
النايلون المصحّح هو مجرّد نايلون عاديّ، ومع ذلك، هناك وجه اختلاف فيما بينهما، يكمن في أنّ النايلون المصحّح هو الذي يتمّ تحليله لمختلف السماكات والأشكال، وحين يتمّ اكتشاف ورصد عيوب وتشوّهات في النايلون العاديّ، يتمّ طحنه وتشكيله ومعالجته بواسطة معدّات عالية التقنية لضمان مثاليّته، ليصبح بذلك نايلون مصحّح. يتمّ عادةً إجراء هذه العمليّة المتخصّصة فقط على الأوتار العالية أو الثلاثيّة.

### ٣- أوتار العود النيجلوت Neglut
تمكّنت شركة أكويلا Aquila من الحصول على براءة اختراع على صناعة أوتار النيجلوت Nyglut، لذا فهي الشركة الوحيدة التي يمكنها صنع هذا النوع من الأوتار. يزعم البعض أنّ هذه الأوتار تجمع بين جميع مزايا النايلون، وأمعاء الحيوانات، والبي في أف PVF، كما أنّها تتعرّض لأيّ تشوّهات تحت أيّ ظروف مناخيّة. عادةً ما يوصى باستخدامها بالقيثارات ولكن لم يتمّ الحديث عن استخدامها كثيرًا بالعود.

### ٤- أوتار العود من خامة البي في أف PVF
يُعتبر هذا النوع بديلًا عن أوتار النايلون، ويُشار إليه علميًّا باسم الفلوروكربون. في الغالب، يوجد في أسلاك أو خيوط الصيد. أوتار العود المصنوعة منه أيضًا تتميّز بإصدارها نغمة رنّانة، عند مقارنتها بالأوتار المصنوعة من النايلون أو النيجلوت، فضلًا عن أنّها أرق وأخفّ وزنًا.

## أنماط العزف على العود
هناك العديد من أنماط العزف على العود، التي تختلف اختلافًا كبيرًا عن بعضها البعض باختلاف الرقعة الجغرافيّة، ولذا يطلق عليها البعض 'الأنماط الإقليميّة' أيّ تلك التي يشتهر ويتميّز بها إقليم بعينه يضمّ مجموعة من البلدان أو المناطق، ويعود ذلك التصنيف إلى نجاح العود في غزو الكثير من الثقافات على نطاق واسع. هذه مجموعة من الأنماط المختلفة للعزف على العود، حسب الإقليم، وهي:

### ١- النمط العربيّ
يُعتبر النمط العربيّ في العزف على العود هو الأكثر ممارسة، على نطاق واسع. يتضمّن هذا النمط العديد من الأشكال والأنواع المختلفة، مثل ساماي، الذي يعرض الوضع الإيقاعيّ ١٠/٨ يتبعه ٣/٤ أو ٦/٤ إيقاعًا، والبشر (بيسريف بالتركيّة)، وهو يتبع نمطًا إيقاعيًّا واحدًا فقط في عمليّة التأليف الموسيقيّ، مثل: الدور الكبير ٢٨/٤، شنبر ٢٤/٤، الفخيتة ٢٠/٤، المخمس ١٦/٤، والدريج ٩٣/٤.
يمكنك سماع هذه الأغاني والمقامات في موسيقى أم كلثوم وفريد الأطرش والرقصات الشعبيّة الفلكلوريّة. على سبيل المثال، تستخدم الأشكال العربيّة من التحميلة والدولاب الكثير من الارتجال من خلال الاعتماد على الأخدود، وذلك من أجل تقديم مقطع أغنية جديد يتبع هذا الشكل أو لتكملة لحن غير مكتمل معتمد عليه أيضًا أو للانخراط في العزف مع أعضاء الفرقة في حفلة ما في حال كانوا يعتمدون هذا الشكل في عرضهم المقدّم. وتشمل كلّ من  التحميلة والدولاب أنغام قصيرة فيما بينهما تسمّى آثار الدولاب أو الأخاديد. يعزف العازفون العرب أيضًا لونجا Longa التي تعني النغمة الموسيقيّة الطويلة أو الرباعيّة وهي شكل مستخدم في تأليف موسيقى الرقص التركيّ السريع.
وعن الفروق بين النمط العربيّ والتركيّ والفارسيّ في العزف على العود، فهناك واحدة من أكثر الفروق التي يمكن ملاحظتها على الفور بمجرّد سماع موسيقى العود التي تتبع النمط العربي والتي بدورها تجعله مختلفًا ومميّزًا عن الأنماط الأخرى، ألا وهي وفرة التريمولو. النمط العربيّ -بشكل عام- مثاليّ للحفلات الصاخبة والأوركسترا الكبيرة المُكوَّنة من عازفي الآلات الوتريّة.
هناك الكثير من عازفي العود العرب الرائعين والمحترفين، عبر التاريخ، منهم محمد القصبجي من مصر، سيمون شاهين من فلسطين، فريد الأطرش من سوريا، سعيد الشرايبي من المغرب، عبّادي الجوهر من المملكة العربيّة السعوديّة، منير بشير وجميل بشير ونصير شمّه من العراق… والكثير غيرهم.
يُعتبر النمط العراقيّ في العزف على العود من الناحية الفنّيّة عربيًّا، ومع ذلك فهو متأثّر كثيرًا بالنمط الفارسيّ. إنّ التقاليد المتّبعة في عزف مقامات النمط العراقيّ هي من جعلته يختلف عن الأنماط العربيّة الأخرى، كما أضفت عليه الطابع المميّز، وجعلت من السهل عليه ترك بصمة فريدة بأذن وذاكرة كلّ مستمع. وهذا يؤكّد أنّ هناك اختلافات بين أنماط العزف العربيّة، ولذا ينصح خبراء ومتخصّصي العود بالاستماع إلى جميع الأنماط الإقليميّة، لتعلّم عزف نمط منهم بحدّ ذاته، أو للتعرّف على نمط عزف معيّن تشتهر بها إحدى الدول العربيّة.

### ٢- النمط التركيّ
تمّ تطوير أسلوب العزف التركيّ على العود، بشكل كبير، ويستغرق إتقانه سنوات عديدة؛ فالنمط التركيّ يضمّ فقط مئات المقطوعات الموسيقيّة المعقّدة التي يجب الاستماع إليها لتحقيق أقصى استفادة منها، وذلك على عكس النمط العربيّ الذي يحتوي على ذخيرة هائلة من الأغاني الشعبيّة والكلاسيكيّة، بمعنى آخر النمط العربيّ يوفّر مكتبة من المقطوعات الموسيقيّة لمتعلّمي ومتدرّبي وعازفي العود وبالتالي يتيح لهم قائمة لانهائيّة من الخيارات وحرّيّة في الانتقاء فيما بين عناصرها أو بنودها.
كان الملحّنون الأتراك مثل جميل باي Cemil Bey وتاتيوس أفندي Tatyos Efendi من العازفين الذين ألّفوا مقطوعات على الطراز الكلاسيكيّ العثمانيّ الخاص، ساز سيماي Saz semai، المعتمد على الشكل الإيقاعيّ أكساك سيماي أوسولو aksak semai usulu المكوّن من ثلاثة مقاطع من ١٠/٨ يتبعها مقطع واحد من ٦/٤. قاموا أيضًا بتأليف بيسريف Pesrev ولونجا Longa (المقطوعات السريعة) والعديد من أنواع القطع الموسيقيّة الأخرى.
يشتهر الأتراك بوضعهم إيقاعات معقّدة للغاية في موسيقاهم، تتضمّن موازين موسيقيّة مثل ٢/٤ و٩/٨ و١٣/٨، كما تحتوي على الكثير من العلامات الإيقاعيّة التي يجب حفظها، نظرًا لنظامها الإيقاعيّ النظريّ المعقّد.
هناك موسيقيّون عرب يلعبون السيماي Semai ولاسيّما البيسريف Pesrev، لكن ترجمتهم لهذه المقطوعات تبدو مختلفة تمامًا عمّا يعزفه الموسيقيّون الذين يتبعون النمط التركيّ بشكل مجرّد، والاختلاف الرئيس فيما بين الفريقين هو حساسية المؤدّي. يتميّز النمط التركيّ بالكثير من التحوّلات الديناميكيّة الدراميّة، على غرار الجيتار الكلاسيكيّ.
ولكن الأهمّ من ذلك، أنّ عازف النمط التركيّ يستخدم الزخارف الموسيقيّة بيده اليسرى بشكل منتظم أكثر من عازف النمط العربيّ، الذي يعتمد على اليدّ اليمنى في إحداث ذلك، كما أنّ عازف النمط التركيّ يطبّق تقنية الانزلاق بشكل مختلف تمامًا عن عازف النمط العربيّ.
هناك الكثير من عازفي العود الأتراك المشهورين، مثل يوردال توكان Yurdal Tokcan ويورجو باكانوس Yorgo Bacanos.

### ٣- النمط الفارسيّ
شهد عهد الأسرة الصفويّة، في إيران، انحدار وسقوط البربط Barbat (الشكل القديم الفارسيّ للعود) وخروجه من دائرة الآلات الموسيقيّة المستخدمة، ورغم ذلك ظل جزءًا من هويّة البلاد؛ فقد عاد مؤخّرًا إلى الصدارة الثقافيّة، على الرغم من صعوبة العثور على عازف عود يتقن العزف وفق النمط الفارسيّ، وذلك لأنّ الأنماط العربيّة والتركيّة فرضت نفسها وأصبحت أكثر انتشارًا وتسيّدًا.
يُطلق على مجموعة الأغاني والأنغام التي تشكّل الموسيقى الكلاسيكيّة الفارسيّة اسم رديف Radif، ويتمّ عزفها -بشكل شائع- على آلات مثل السنتور والتار والسيتار. غالبًا ما يأخذ عازفو العود التقنيّات والموسيقى المخصّصة للعزف على التار والسيتار ويقومون بتطويعها بشكل يتناسب مع العود. ينتج عن هذا تقديم عرض يتصمّن الكثير من النقر باليد اليسرى، على غرار استخدام الزخارف في الطنبور والعزف على العود التركيّ.
كما أنّ نمط العزف الفارسيّ هادئ جدًّا وتأمّليّ، مقارنة بالنمط العربيّ. وفي موسيقى هذا النمط، يمكن بكلّ سهولة اكتشاف سرعة الأنغام المنخفضة والبطيئة والهادئة التي تذكّرنا بالتأثيرات الموسيقيّة المنغوليّة والصينيّة. تُعتبر دراسة الرديف Radif مهمّة شاقّة لأيّ عازف عود مستجد بالنمط الفارسيّ؛ إذ يحتاج العازفون إلى حفظ حوالي ٣٠ لحنًا من مقام الداستجها Dastgah. هذه الممارسة مشابهة لدراسات مقام الراغا Ragas في الهند وأفغانستان؛ إذ يُقال أنّه يصعب تعلّمه وقد يستغرق العازفون أكثر من عقد من الزمان لتعلّم الكيفيّة الصحيحة لعزفه.
بعض عازفي البربط Barbat الفرس العظماء هم حسين بهروزينيا، أرمان سيغارشي، محمد إقبال، ومنصور ناريمان، وهم مَن أعادوا تقديم العود إلى إيران.

### ٤- الأنماط الصوماليّة والسودانيّة والتنزانيّة والشرق أفريقيّة
يتمتّع عازفو العود الصوماليّون والسودانيّون، إلى حدٍّ كبير، بأكثر أسلوب أفريقيّ رنّان. عندما شقّ النوع الموسيقيّ الأفريقيّ العربيّ، الطرب، طريقه إلى الساحل الشرقيّ للقارة، تطوّرت أصوات المقامات الموسيقيّة وفرق التخت والتي بدورها طوّرت الهويّة المحلّيّة، بقدر كبير. وبشكل ملحوظ أيضًا، تتضمّن أساليب العزف الصوماليّة والسودانيّة المقام الخماسي، بشكل كبير. في أفريقيا، تُستخدم معظم موسيقى العود من أجل مرافقة الصوت والإيقاع. يمكن تمييز الموسيقى الأفريقيّة والتعرّف عليها من بين الكثير من أنماط الموسيقى، مثل: موسيقى البلوز الأمريكيّة والكلاسيكيّة الهنديّة وحتّى الموسيقى التقليديّة الصينيّة.
ومن عازفي العود الأفارقة: عمر ذولي من الصومال ومصطفى السنّيّ من السودان، كما أنّ هناك تسجيلات -لا حصر لها- من موسيقى الطرب في تنزانيا وكينيا.

## المداخل الإقناعيّة الغربيّة لبيع العود في سوق الآلات الموسيقيّة الغربيّ
فرض العود نفسه على سوق الآلات الموسيقيّة الغربيّة، كما كسب شعبيّة في دول الغرب وأصبحت التجارة فيه تجارة مربحة خصوصًا للتجّار المتواجدين في الدول الغربيّة أو أصحاب متاجر الآلات الموسيقيّة الأون لاين/ الإلكترونيّة. وهذه النقاط بمثابة رصد للكيفيّة والاستراتيجيّات التي ينتهجها هؤلاء التجّار لإقناع الوافدين الجدد إلى عالم تعلّم الموسيقى بشراء العود، ويمكن أن يستفيد منها ويطبّقها أيّ تاجر آلات موسيقيّة أو أيّ تاجر محلّيّ متخصّص في بيع العود ويسعى إلى الانطلاق نحو السوق الغربيّ، بكلّ  سهولة.

### ١- العود هو جدّ الجيتار
بالنظر إلى عائلة الآلات الموسيقيّة الوتريّة، يسهل ملاحظة أنّ الجيتار هو الطراز المبتكَر من العود. إنّ الجيتار الذي يحبّه الجميع بشدّة، اليوم، ينحدر من سلالة العود. بالنظر إلى آلة العود، فمن السهل معرفة أنّ الجيتار قد تمّ تصميمه بعد رؤية العود، الذي تمّ إحضاره إلى أوروبا، تحديدًا إلى إسبانيا وبيزنطة.
نظرًا لأنّ الجيتار هو أحد أكثر الآلات الموسيقيّة شعبيّة، هذه الأيّام، ويُعتبر تعلُّم العزف عليه أفضل طريقة لتعلُّم نظريّة الموسيقى الغربيّة، فإنّ العود هو ملك الآلات الموسيقيّة في الشرق الأوسط ويُعتبر حجر أساس أيّ فرقة موسيقيّة. تعدّ تعدديّة استخدامات العود حجر الزاوية في تطوّر النظريّة الموسيقيّة في الشرق الأوسط، كما أنّها أتاحت لعازفيه حرّية العزف على العديد من مفاتيح الموسيقى المختلفة وعزف العديد من المقامات.
اليوم، يوجد عدد لا حصر له من عازفي الجيتار، ويعود الفضل في ابتكار الجيتار ووجوده إلى العود الذي كان له تأثير كبير على تطوّر الموسيقى الأوروبيّة. إذا لم يكن العود موجودًا، ما كان عرف الغرب الجيتار.

### ٢- العود يتيح للعازف تلقّي الكثير من عروض العمل
يحظى الرقص الشرقيّ بقاعدة جماهيريّة عريضة ومتابعة ضخمة، من حول العالَم. في الماضي، كانت الراقصات الشرقيّات يرقصن على أنغام الموسيقيّين الحيّة، ومازال هذا الوضع قائمًا في بعض الدول؛ حيث تعتلي الفرقة الموسيقيّة خشبة المسرح بشكل منظّم، وعازفو العود يكونون جزء لا يتجزّأ منها. الرقص المعاصر أيضًا يؤدّى اليوم على موسيقى العود الحيّة، هذا بالإضافة إلى حفلات المغنيّين الحيّة التي لا تخلو من عازفي العود، علاوة على تصوير الفيديو كليبس/ مقاطع فيديو أغاني المغنيّين التي تعتمد في بعض الأحيان على تواجد عازفي العود وقت التصوير، فضلًا عن الموسيقى التصويريّة للأفلام والأعمال التلفزيونيّة التي تتطلّب تأليف موسيقيّ وتأدية من قبل عازفي العود.
وحتّى اليوم، قد تمكّن الكثيرون من تكوين أوركسترا وفرقة خاصة بهم. يفتقر سوق العمل الغربيّ إلى عازفي العود سواء المحلّيّين أو الغربيّين تحديدًا في أمريكا الشماليّة. كما أنّ هناك عدد قليل جدًّا من عازفي العود الذين هم على استعداد للعمل مع الراقصات الشرقيّات مقارنة بمن هم على استعداد للعمل كسوليست/ عازف بشكل منفرد أو ضمن فرقة موسيقيّة.

### ٣- العود ممتع في العزف
يمكن لعازف العود الانتقال المرن والسلس بين جميع أنواع الموسيقى سواء الدراميّة أو الحزينة أو الممتعة أو التحفيزيّة... والكثير غيرها؛ فالعود ليس محكومًا بنوع محدّد من الموسيقى. العود هو أيضًا آلة تسمح بالمشاركة مع عازفي الآلات الموسيقيّة الأخرى، حتّى مع عازفي الإيقاع. يمكن العزف على العود في مجموعات ولا يشترط العزف كسوليست/ بشكل منفرد. إنّه أيضًا ذو شكل مميّز وفريد وهيئة رائعة. في عصرنا الحاليّ، يشهد سوق الآلات الموسيقيّة وجود النسخة الحديثة من العود، ألا وهي العود الكهربائيّ الذي يتيح لعازفه التحكّم في السرعة وإضافة التشويه وإنتاج نغمات غريبة واللعب بأصوات مختلفة.

### ٤- العود يوفّر حرّيّة في العزف
يوفّر العود لعازفه الخروج عن المألوف في العزف وكسر القواعد وتجربة شيء جديد والتحرّر من النماذج القديمة وعزف النوتات التي لا يمكن عزفها على البيانو.
العود بدون دساتين، مما يسمح للعازف بعزف أيّ تردد صوتيّ، في غضون ثلاثة أوكتافات. هذا يعني أنّه يمكن عزف النغمات الرباعيّة عليه. النغمات الرباعيّة هي النغمات الموجودة بين العلامات الإيقاعيّة. بعبارة أخرى، النغمات التي لا توجد في الموسيقى الغربيّة. ومن الأمثلة التوضيحيّة بهذا الشأن: إذا بلغ عدد الدساتين التي يحتوي عليها الجيتار العاديّ ٢٠ دستان، فيجب أن يقسّّم كلّ منهم بأربع دساتين أخرى، ليكون لدى العازف الكثير من النغمات لعزفها. هذا ما يشبه العزف على العود الخالي من الدساتين. في الموسيقى التركيّة، هناك انقسامات أكثر بين النغمات.
بتعلُّم العزف على العود، سوف يتعلّم العازف أيضًا كيفيّة الارتجال. يرتجل موسيقيّو الشرق الأوسط -أحيانًا- عروضًا كاملة. ولذا يناسب تعلُّم العود موسيقيّي الجاز لاعتمادهم ايضًا على الارتجال، لكنّه قد يكون صعبًا وغريبًا بالنسبة للموسيقيّين المدرَّبين تدريباً كلاسيكيًّا. ومما لا شك فيه أنّه يمكن لأيّ شخص أن يتعلّم كيفيّة الارتجال. يسمح العود أيضًا بترجمة الموسيقى؛ فلن يكون العازف بحاجة للتمسّك بتدوين وكتابة النوتات الموسيقيّة.

### ٥- العود يضفي على حامله طابع فريد ومميّز
العود يجعل عازفه فريدًا ومميّزًا وسط الحشود المحلّيّة التي تعزف الجيتار. من بين الأسباب التي تجعل الكثيرون يلجأوون إلى العزف على القيثارة أو المندولين، هي رغبتهم في الانفراد وأن يختلفوا عن الآخرين. وفي ظل ارتفاع  أعداد الداخلين إلى مجال تعلُّم الموسيقى الغربيّة التقليديّة، إذا انضمّ الوافد الجديد إلى صفوفهم، فاختلافة عن البقيّة سيكون أمرًا مستحيلًا. ومن المواقف التي على كلّ مقبل على عزف العود َ أن يكون مستعدًّا لها هي إثارة إعجاب وتعجّب المارة في الشارع؛ فعندما سيتجوّل في المدينة مع العود الخاص به، سيسأله الكثيرون عن اسم الآلة الموسيقيّة التي تتدلّى على ظهره.
ومن جانب آخر، سيجعل العود عازفه يستغى عن أيّ آلة موسيقيّة أخرى كان يعزف عليها. العود ليس مختلفًا فقط عن بقيّة الآلات الموسيقيّة من حيث الشكل الخارجيّ، ولكن الموسيقى والصوت اللذان يصدرهما مختلفان وغريبان أيضًا ولا حصر لهما؛ فمن خلاله يمكن إنتاج جميع الألوان الموسيقيّة.

### ٦- العود يجعل عازفه ضمن المشهد الموسيقيّ العالميّ
لسنوات عديدة كان الحمهور يبحث عن أصوات جديدة، والعود يلبّي هذا الطلب والاحتياج؛ فصوته المميّز والمختلف والفريد قادر على إبراز نفسه وسط الآلاف من أصوات الآلات الموسيقيّة الأخرى.
«الموسيقى العالميّة» موجودة، منذ فترة طويلة، وبحاجة دائمة لحضور مميّز يدهش الجمهور. والعالميّة لا تعرف حدود جغرافيّة؛ فالعصر الحاليّ يشهد تعاونًا ملحوظًا بين الشرق والغرب. ولذا، يُعتبر العود السبيل إلى العالميّة.

### ٧- العود يصنع أفضل الموسيقيّين
العود هو بالتأكيد آلة موسيقيّة صعبة التعلُّم، لكنّها ليست صعبة مثل البيانو. عندما بتعلّم العازف العود، سوف يتعلَّم أيضًا كيفيّة عزف العلامات الإيقاعيّة والنوتات الموسيقيّة غير الموجودة في الموسيقى الغربيّة والتي ستجعله يتعلّم التمييز بين المقامات والإيقاعات والألحان والأنغام. هذه جبهة جديدة يمكنها أن تثير روح التحدّي في نفوس الكثيرين. سوف يتعلّم أيضًا نظريّة موسيقيّة جديدة بالكامل تركّز على المقام، عوضًا عن التناغم والأوتار. ولذا، العود مناسب جدًّا للعازف الذي سأم الأغاني التي تتبع نمط التوليفة الموسيقيّة التقليديّة I وIV وV؛ إذ سيحرّر العازف تمامًا من التقيّد بالعزف وفق هذه التقنية.
سوف يتعلّم كيفيّة الارتجال وترجمة الموسيقى بدلاً من عزفها عن طريق قراءة العلامات الإيقاعيّة المدوَّنة بالنوتات الموسيقيّة؛ إذ أنّ العود سيعلّمه العزف السماعيّ. وهناك كثيرون قد نجحوا في تطبيق ذلك، بمرحلة تعلُّم العود. سيساعد العود العازف على تطوير مهارة العزف عن طريق الأذن وسيحرّره من قراءة النوتات الموسيقيّة وحفظها من أجل عزف إحدى المقطوعات، كما سيحرّره من تدوين العلامات الإيقاعيّة/ التنويط الموسيقيّ.
سوف يتعلّم أيضًا إيقاعات جديدة نادرًا ما تُستخدم في الموسيقى الغربيّة الشعبيّة، وسيتعلَّم الارتجال والتلحين الفوري.
يخضع الكثير من الناس لتعلُّم العزف والموسيقى وفق النظام الغربيّ، معتقدين أنّها الطريقة الوحيدة التي يمكن ويجب أن يُدَرَّسا بها، ولكن مع تعلُّم موسيقى الشرق الأوسط، سوف يسمع العازف أصواتًا تشعره في البداية أنّها بعيدة عن مرمى الشعور والأحاسيس، نظرًا لعدم سماعه لها من قبل، لكنّها سرعان ما ستصبح جزءًا من قلبه، وهذا حسبما ورد على لسان المتخصّصين.
بتعلُّم العود، سوف يغيّر العازف الطريقة التي يشاهد بها الموسيقى؛ إذ سيجعله يسمع الموسيقى كمجموعة من الأصوات الطبيعيّة، بدلاً من سماعها كمجموعة مكرّرة من أصوات النغمات التي حدّدتها الخوارزميّة التقليديّة في الموسيقى الغربيّة؛ فكلّ مقام في العود ينتج عنه مزاجًا وشعورًا مختلفين حتّى عند عزف نفس العلامات الإيقاعيّة.

### ٨- موسيقى العود عميقة وروحانيّة وتأمليّة
يعرف كلّ من استمع إلى الموسيقى أنّها تُحدث تأثيرات مختلفة على جسم الإنسان؛ فمن الموسيقى ما يجعل الإنسان متحمّسًا، ومنها ما يجعله ينام، ومنها ما يحعله في الوسط بين هذين التأثيرين.
العود ليس مجرّد آلة موسيقيّة ديناميكيّة ومثيرة، ولكن له أيضًا تأثير تأمُّليّ ضخم، وقد تمّ استخدامه في التاريخ القديم لخلق حالة ذهنيّة مريحة. يقول الخبراء أنّه يمكن التأكُّد من ذلك بشكل شخصيّ، من خلال قيام عازف العود بتخيّل هذا الموقف ألا وهو أنّه قد عاد إلى المنزل بعد يوم طويل وشاق، فلن يكون بحاجة سوى للجلوس والاستلقاء، لكن إذا جرّب العزف وقتها على العود؛ سيلاحظ تأثيره المهدّئ والمريح الذي سيعكسه عليه، كما سيعيده إلى حالة التوازن التي كان عليها من قبل. قد يعود ذلك إلى الطريقة التي ترن بها أوتار العود، وقد يتعلّق أيضًا باستخدام العود نغمة عادلة وأنّ إصدار الألحان من خلاله يُعتبر أقرب شكل إلى الطريقة التي يُغنّي بها الصوت.

### ٩- موسيقى الشرق الأوسط عميقة ومتنوّعة وتعلِّم باستمرار
حتّى المحترفون لم يستكشفوا كلّ ما يمكن استكشافه بموسيقى العود؛ إذ هناك دائمًا أشياء جديدة يمكن تجربتها وطرق جديدة لعزف المقطوعات التقليديّة وطرق حديثة لترجمة الأغاني والموسيقى.
في موسيقى العود، يوجد شيء يسمّى «التعديل»، والذي يعني العزف على مقام واحد، ثمّ التغيير إلى مقام آخر، ومنه إلى مقام آخر، ثمّ العودة مرّة أخرى. هناك طرق عديدة للقيام بذلك، وهناك العديد من الطرق التقليديّة، ولكن هناك أيضًا طرق جديدة يتمّ اكتشافها طوال الوقت.

### ١٠- العود يتيح العزف من كلّ الثقافات الموسيقيّة
يتيح العود للعازف السفر بين الثقافات. العود هو آلة موسيقيّة رائعة، نظرًا لتعدّد استخداماته. عازف العود يمكنه عزف الموسيقى اليونانيّة والهنديّة والإيرانيّة والصينية واليابانيّة والكثير غيرها. العود ليس فقط جدّ الجيتار ولكن أيضًا جدّ البوزوكي والماندولين والبيبا الصينيّة والبيوا اليابانيّة. العود هو أساس علم موسيقى الأعراق. في الواقع، يجب أن يكون العود هو الآلة المفضّلة لدى الجميع لأنّ من خلاله يمكن عزف موسيقى الثقافات المختلفة والمتعدّدة.
انتشر العود في جميع أنحاء العالم، كما يتمّ بيعه عبر الإنترنت، فيسهل الحصول عليه. أجود وأفضل أنواع العود على الإطلاق متوفّرة بالأسواق، وذلك بفضل صانعيه والابتكار الدائم والتكنولوجيا الحديثة. تتوفّر أوتار العود على نطاق واسع، ويتمّ تصنيعها بواسطة العديد من الشركات، حتّى شركة جودين Godin الكنديّة للجيتار أنتجت نسختها الخاصّة من العود وأطلقت عليها MultiOud. إنّ العصر الحاليّ هو عصر جديد للعود. بمجرّد أن يعيد الناس اكتشاف سحره، وقتها فقط سيُعاد اختراع الموسيقى.